# Claus Timmermann

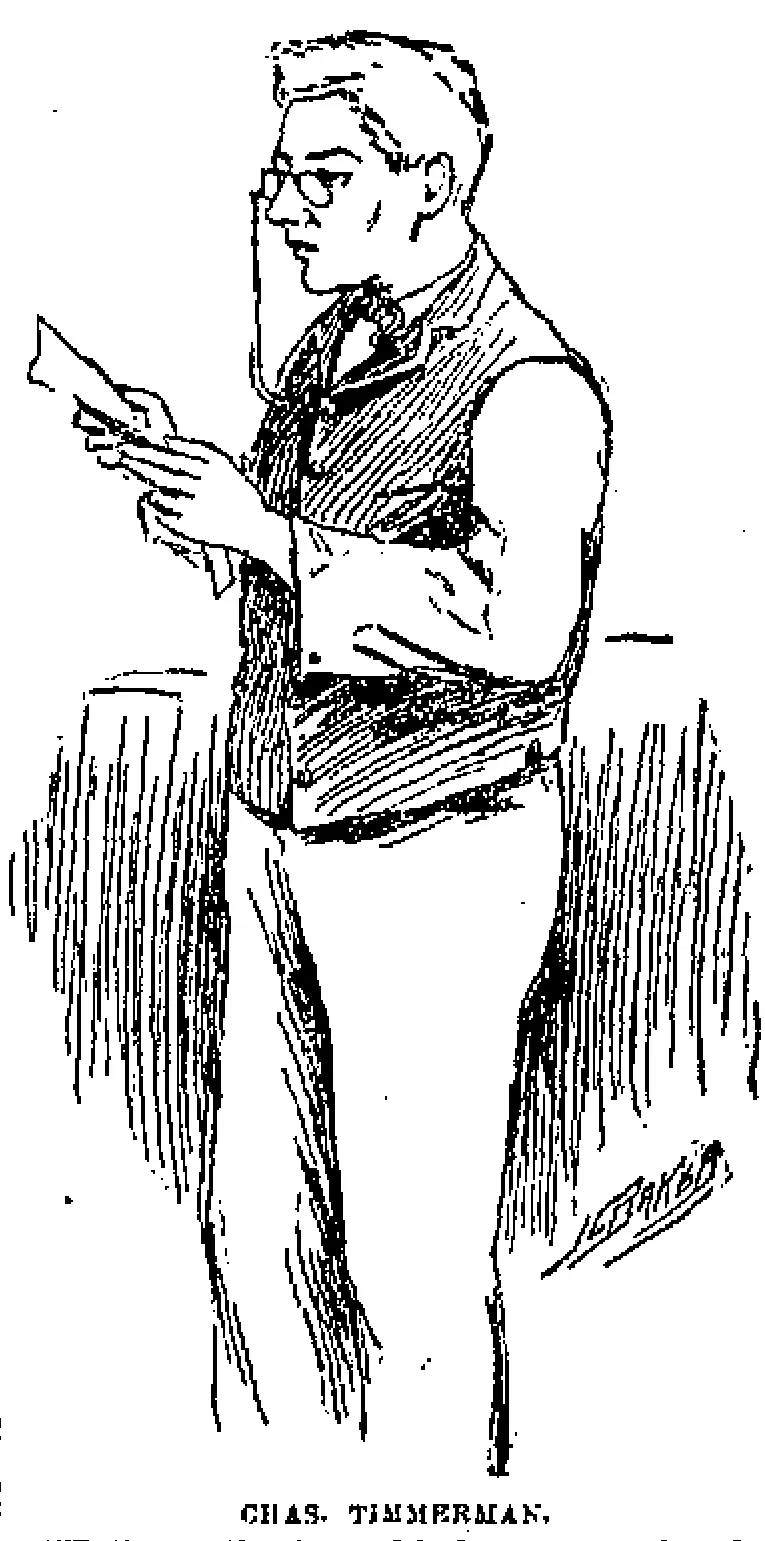
Claus Timmermann (1893)

Claus Timmermann (* 1866 in Deutschland; † 1941 in Camp Greylock, Massachusetts) war ein deutschamerikanischer Anarchist und Verleger.

## Leben
Claus Timmermann emigrierte um 1883 in die USA und wirkte ab 1889 in St. Louis als Verleger und Herausgeber der Zeitschrift Der Anarchist. Im Sommer 1891 beendete er diese Tätigkeit und ging nach New York, wo er gemeinsam mit Alexander Berkman, Emma Goldman und Modest „Fedya“ Stein eine Wohnung teilte. Während des Homestead-Streiks vom 30. Juni bis 6. Juli 1892 in Homestead, der einer der massivsten Arbeitskämpfe der US-Geschichte war, arbeitete er eng mit Emma Goldman und Alexander Berkman zusammen. Als glänzender Stilist und Propagandist war es er vermutlich, der ihr Manifest Labor Awakens (deutsch: Die Arbeit erwacht) verfasst hat.  Timmermann wurde am 1. September 1893 vor Gericht gestellt und wegen Anstiftung des Aufstandes am Union Square zu 6 Monaten Haft verurteilt. Die politische Zusammenkunft am Union Square hatte auch zu Emma Goldmans Verhaftung, Verurteilung und Gefängnisaufenthalt geführt. In New York war er Herausgeber verschiedener englischsprachiger Übersetzungen von Kropotkin und Elisée Recluse, sowie der Zeitschriften Die Brandfackel (1893–1894) und Der Sturmvogel (1897–1899). Für den Sturmvogel, der unter dem Motto „Lewwer duad üs Slaav“ erschien, schrieb er die Texte, druckte sie, und lieferte die Zeitung sogar selbst aus. Weil das Projekt von ständigen Rückschlägen und Pannen geprägt war, nannte sein Freund Ed Brady Timmermann den „Pechvogel“. Die Tochter von Fedya Stein erinnerte sich an Timmermann als Trinker, fähigen Tischler und vor allem fürsorglichen Freund, der Goldman und Berkman auch noch in ihrem Exil in Frankreich finanziell unterstützte, obwohl er selbst nur wenig Geld verdiente.